# 48070 Зізза
48070 Зізза (48070 Zizza) — астероїд головного поясу, відкритий 19 березня 2001 року.
Тіссеранів параметр щодо Юпітера — 3,272.